# Camillo Morigia
Conte Camillo Morigia (Ravenna, 15 settembre 1743 – Ravenna, 16 gennaio 1795) è stato un architetto e nobile italiano.

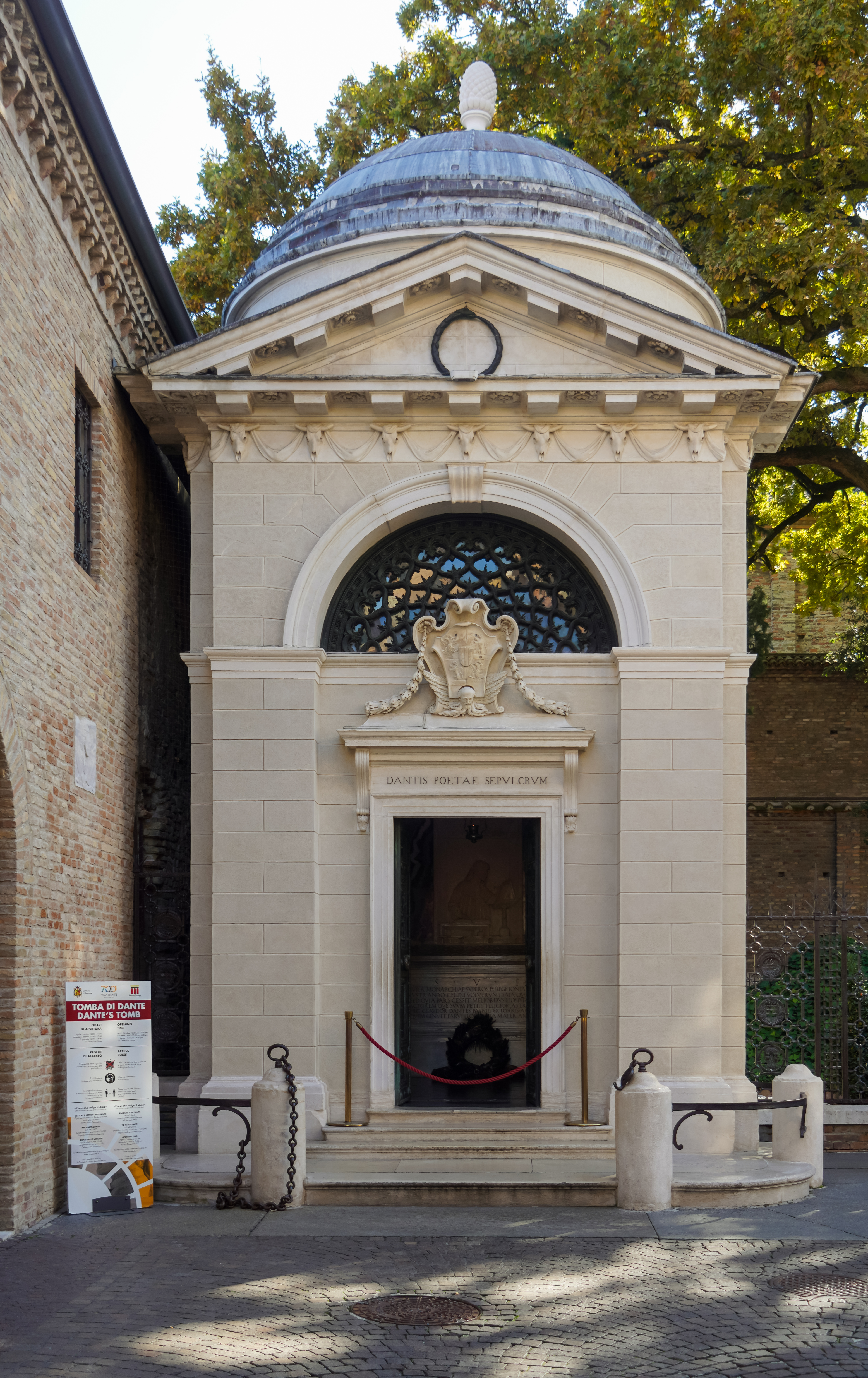
Tomba di Dante Alighieri

Costruì la Tomba di Dante e progettò molti altri edifici soprattutto a Ravenna.

## Biografia
Ultimo discendente della nobile famiglia ravennate dei Morigia, lasciò la sua ricca biblioteca e i suoi preziosi disegni alla Biblioteca Classense. Il 12 agosto 1767 la Comunità dei Savi (il Comune di Ravenna) gli rilascia l'attestato di abilitazione alle professioni di architetto e di perito matematico. Nel 1771 è nominato perito agrimensore della Legazione di Romagna. Esegue il rifacimento della chiesa di S. Crispino in via P. Alighieri. Nel 1775 dà inizio ai lavori per la facciata della Basilica di Santa Maria in Porto, che avranno la loro conclusione definitiva nel 1783, nel 1745 realizza la Chiesa di Sant'Andrea Apostolo di Massa Castello.

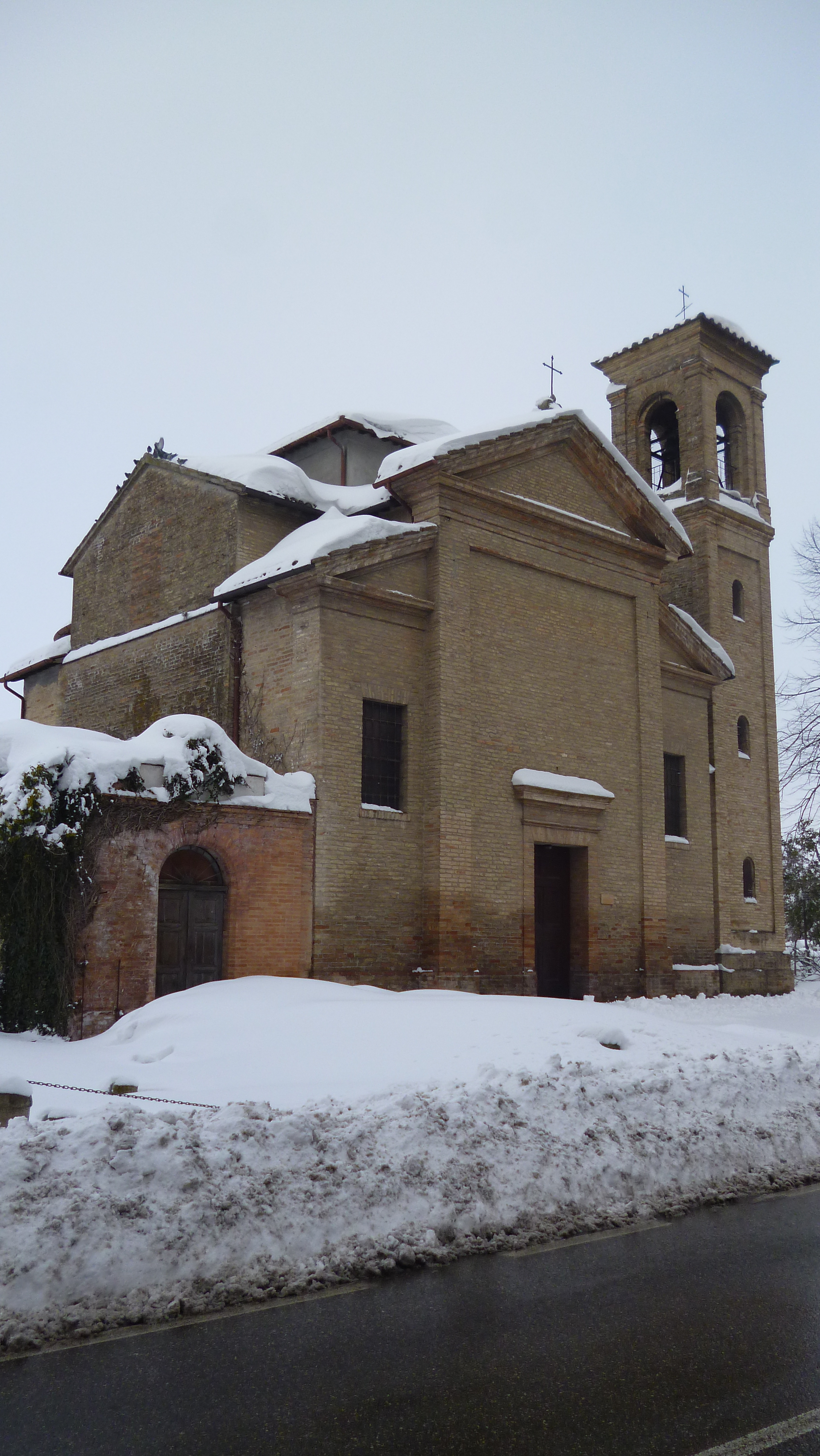
Chiesa di San Pietro in Campiano, progettata da Camillo Morigia

Nel 1776 da inizio ai lavori di costruzione della chiesa di S. Pier Damiano nella via Strigoni (attuale via C. Cattaneo); i lavori avranno termine nel 1778. Nello stesso anno, a Faenza, abbatte la Torre Vecchia del Palazzo del Podestà. Dal 1778 al 1781 esegue i lavori di restauro occorsi per la chiesa del Suffragio. Nel 1780, il 27 luglio ha inizio la costruzione della Tomba di Dante, portata a termine nel 1781.
Dal 1781 al 1783 viene eseguita la costruzione dei Magazzini del Porto di Ravenna. Nello stesso periodo vengono costruite le Scuole Pubbliche in via G. Pasolini (diventate poi la sede dell'Istituto Musicale G. Verdi). 
Nel 1784, su commissione dell'arcivescovo Domenico Monti, redige il progetto della facciata del Duomo di Urbino.
Dal 1785 al 1789 provvede al rifacimento della facciata del pubblico orologio nella piazza di Ravenna.
Nel 1786 provvede ad eseguire il tracciato della nuova strada Ravenna-Forlì e a costruire l'Arco Nuovo del Portonaccio nel borgo di porta Sisi (attuale Borgo San Rocco).
Nel 1792 ricostruisce la chiesa del piccolo paese di San Pietro in Campiano nella provincia a sud di Ravenna, dedicata a San Pietro sopra un antico oratorio pericolante.
Nell'anno 1793 esegue i lavori di risarcimento per l'allora Ospedale di Santa Maria della Croce in via Guaccimanni.
Al momento non si conosce ancora la data esatta della Costruzione di villa Ginanni nella piccola frazione di Santo Stefano in provincia di Ravenna, bellissima villa neoclassica della nobile famiglia ravennate con un bell'oratorio adiacente e famosa ai tempi per un bellissimo giardino con labirinto.
Purtroppo molto è andato perduto e le strutture sono oramai dei ruderi per l'abbandono e l'incuria.
Altri importanti lavori si trovano a Ravenna, a Rimini, a Urbino e a Piacenza.
La sua tomba è nella chiesa di Santa Maria Maggiore a Ravenna.